# Somniosus longus
Somniosus longus (Tanaka, 1912) è uno squalo tipico delle acque profonde appartenente alla famiglia Somniosidae.

## Descrizione
I maschi di questa specie raggiungono una lunghezza di circa 110 cm, mentre le femmine raggiungono i 130 cm.

## Distribuzione e habitat
Questa specie è stato registrato lungo le coste del Giappone, della Nuova Zelanda e probabilmente lungo l'Isola Sala y Gómez ad una profondità compresa fra i 250 e i 1160 m.